# Kornélia Veselová
Kornélia Veselova, rod. Barányová (2. únor 1866, Solčany – 26. únor 1945, Slovensko) byla slovenská národní a kulturní pracovnice. Je pohřbena v Banské Bystrici.

## Rodina
- Manžel: Ján Vesel (1862 - 1931)
- Děti: Elena Nábělková, Ivan Vesel, Milan Vesel, Mirko Vesel, Zora Paulendová, Miloš Vesel, Mária Vašková, Oľga Otevřelová, Želmíra Kittnerová, Kornélia Kozmálová

## Životopis
Národní a kulturní pracovnice. Předsedkyně živený a Červeného kříže ve Zvolenu. Iniciátorka založení a členka družstva Lípa ve Zvolenu. Předsedkyně, členka živených v Banské Bystrici. Zakládající členka a funkcionářka obnoveného MO MS v Banské Bystrici.